# Dělnická stráž
Dělnická stráž (také Dělnická obrana nebo Arbeiter-Wehr) byla polovojenská organizace Komunistické strany Československa vytvořená v pohraničních oblastech na obranu antifašistických a komunistických akcí v době bezprostředního ohrožení Československé republiky na sklonku třicátých letech dvacátého století. Komunistická strana Československa získala povolení ministerstva vnitra ke zřízení Dělnické stráže 8. srpna 1938. Řízením organizace byl pověřen F. Bílek. Členové Dělnické stráže byli jen částečně a nejednotně uniformováni, prodělávali branný výcvik a mohli být ozbrojeni pistolemi. Počty jednotlivých složek byly limitovány.
Dělnická stráž byla zakázána orgány Druhé republiky 16. listopadu 1938.